# .cat
.cat — домен для каталонських сайтів. Рішення про його запровадження було ухвалене у вересні 2005 року. Реєстрація почалася у лютому 2006 року і була остаточно відкрита для всіх охочих з кінця квітня 2006 року. Метою введення є підтримка розвитку каталонської культури та мови. За даними за січень 2009 року було зареєстровано більше 33 тисяч доменних імен. Спонсором ініціативи є організація Fundació puntCAT.

## Історія
До введення домену .cat члени каталономовної спільноти використовували для створення вебсторінок домени .es, .ad, .fr, .it (в основному вибір домену залежав від держави). Раніше були спроби зареєструвати доменне ім'я .ct, але оскільки Каталонія не фігурує у списку ISO 3166-1, вони не увінчалися успіхом. Для розв'язання цієї проблеми у вересні 2005 року було введено домен .cat.
У цьому національному домені нараховується близько 120,000,000 вебсторінок (станом на жовтень 2019 року).

## Критерії реєстрації доменного імені
Для проходження процедури реєстрації необхідно довести відповідність одному з критеріїв:
- Під доменним ім'ям у зоні .cat буде розміщена інформація каталонською мовою, яка вже знаходиться у відкритому доступі в інтернеті
- Під доменним ім'ям у зоні .cat буде розміщена інформація про розвиток каталонської культури або розповсюдження мови
- Мінімум троє власників доменних імен у зоні .cat згодні з реєстрацією нового домену